# سوين ماغير
سوين ماغير هو الملك الرابع عشر لسلالة إيسن في العراق وهو من الأموريين الذين سكنوا في جنوب العراق، بدأ حكمه في سنة 1763 ق م. حسب قائمة ملوك سومر حكم لمدة 10 سنوات وإنتهى حكمه في سنة 1753 ق م. . خلف الحكم من أور دو كوغا وخلفه دامق إيليشو.